# 리버 보이
리버 보이는 팀 보울러가 1997년에 쓴 성장 소설이다. 이 책의 주 내용은 10대 소녀가 사별(死別)을 마주하는 것이다. '리버 보이'는 1997년에 카네기 메달을 수상했고 1999년에는 앵거스 도서상을 수상했다.
==

## 등장인물
할아버지, 소녀(제스), 리버보이, 제스의 엄마, 제스의 아빠, 알프레드 할아버지.

## 문학적 발견과 평가
수잔 쿠퍼 이 소설을 "이것은 시이며 무엇보다도 감동적이다"라며 "강은 생과 사의 자연적인 은유를 나타냈으며 팀 보울러는 이것을 이 사랑스럽고 간단한 이야기에 환상적인 효과를 불러일으켰다."고 했다.
가디언지에서는 소설의 분위기와 주제에 대해서 이렇게 찬사를 보냈다:
"리버 보이는 분위기와 감정에 강조를 했다. 이 소설은 죽음을 수수하고 비감상적으로 표현했으며 마지막 순간은 존엄하고 고요하게 표현했다."
선데이 타임즈는 이렇게 말했다. "확실하고 용감한 등장인물, 미스터리와 긴장감을 낳는 줄거리가 만들어 낸 지루하지 않은 사별에 대한 서정적인 이야기."
1997년에 카네기 메달 수상작을 발표할 때 심사위원은 이렇게 평했다. "이 엄청난 소설은 이 상을 받을 자격을 갖추었다... '리버 보이'는 청소년문학이 가지는 장점을 모두 가졌다. 다시 읽을 수록 감정이 깊어지며 독자들에게 여행을 떠나게 한다. 당신은 이 책을 덮고나면 읽기 전과의 같은 사람이 아니다."